# La hermana San Sulpicio (pel·lícula de 1927)
La hermana San Sulpicio és una pel·lícula muda en blanc i negre del cineasta espanyol Florián Rey de 1927 que va suposar el debut cinematogràfic d'Imperio Argentina.

## Sinopsi
Gloria, una bella i rica jove andalusa, ingressa en un convent per decisió pròpia per a consagrar-se a la curació de malalts amb la seva alegria i encant personal. Un dia s'enamora de Ceferino Sanjurjo, que va acudir a un balneari per a recuperar-se físicament. Malgrat totes les traves que impedeixen tal relació, tots dos acaben casant-se.

## Història
La pel·lícula va ser produïda pels germans gallecs Enrique i Ricardo Núñez. Aquests van aprofitar el capital obtingut per la venda d'un bar a la platja madrilenya d'Antón Martín per finançar aquest projecte.
Imperio Argentina havia intentat dedicar-se al cinema a l'Argentina però no havia estat triada per a cap paper. En els anys 20 va viatjar a Madrid, on es va presentar a una prova per a la pel·lícula Malvaloca però tampoc va ser escollida. Va decidir centrar-se en el teatre, on va obtenir grans èxits d'audiència al Teatro Romea de Madrid i al Teatre Eldorado de Barcelona i va rebutjar una oferta de la filial espanyola de la Metro Goldwyn Mayer de marxar a Hollywood per rodar les versions espanyoles de les seves pel·lícules. Aquestes ofertes van ser acceptades per altres artistes, com Catalina Bárcena, Enrique Jardiel Poncela, Rafael Rivelles i Benito Perojo.
Un productor de la pel·lícula de la germana San Sulpicio li va donar el paper a Imperi Argentina després d'una de les seves actuacions i ella va acceptar. Per a poder participar en la pel·lícula degué comptar amb l'aprovació de l'escriptor de la novel·la en la qual es basava, aconseguint ser acceptada. Fins i tot quan s'anava a rodar la versió sonora de la pel·lícula en 1934 l'escriptor el va consentir perquè anava a ser de nou la mateixa actriu.
La pel·lícula va ser rodada a Madrid i Sevilla. A Sevilla ella i la seva família es van allotjar a l'hotel Simón. Malgrat ser una pel·lícula muda, la protagonista cantava per ordre del director per a donar més versemblança a l'actuació.
Durant el rodatge, el director es va enamorar de l'actriu, encara que aquesta no va acceptar mantenir una relació amb ell perquè estava casat amb l'actriu Pilar González Torres. No obstant això, posteriorment Florián Rey i Imperio Argentina sí que van ser parella.
En 1928 l'actriu va rodar una altra pel·lícula en Granada amb el mateix director, titulada Los claveles de la Virgen.

## Altres versions
Imperi Argentina rodaria la versió sonora d'aquesta pel·lícula en 1934.
Existeix una altra versió, de l'any 1952, dirigida per Luis Lucia Mingarro i protagonitzada per Carmen Sevilla, i a més existeix una versió lliure protagonitzada per Rocío Dúrcal amb el títol de La novicia rebelde estrenada el 1971.